# Mulher-Hulk
Mulher-Hulk (She-Hulk no original) é uma personagem fictícia que aparece nos quadrinhos americanos publicados pela Marvel Comics, criada pelo roteirista Stan Lee e pelo desenhista John Buscema em Savage She-Hulk #1 (fevereiro de 1980). Sua identidade secreta é a advogada Jennifer Walters, que após um acidente recebeu uma transfusão de sangue de seu primo, Bruce Banner, e adquiriu uma versão mais branda de sua condição de Hulk. Como tal, Walters torna-se uma versão grande e poderosa em tons de verde de si mesma enquanto ainda retém sua personalidade. Em particular, ela mantém sua inteligência e controle emocional, embora, como Hulk, ela se torne mais forte e enfurecida. Em edições posteriores, sua transformação é permanente.
Mulher-Hulk foi um membro dos Vingadores, Quarteto Fantástico, Heróis de Aluguel, Defensores, Força Fantástica e S.H.I.E.L.D.. Como um advogada altamente qualificada, ela serviu como consultora jurídica para vários super-heróis em numerosas ocasiões.

## Origem
Jennifer Walters era a filha de Morris Walters, xerife do Município de Los Angeles, e Elain Walters (que faleceu quando Jen ainda era uma criança), e prima do Robert Bruce Banner, o Hulk. Nascida em Los Angeles, Jennifer freqüentemente passava as férias de verão com os parentes da mãe dela, os Banners, em Dayton, Ohio. Apesar de uma diferença de idade de cinco anos, Jennifer e Bruce ficaram tão íntimos quanto irmão e irmã, mas eles pararam de ser ver depois que Banner deixou Dayton e foi para a faculdade no Novo México.
Jennifer Walters foi para uma faculdade de Los Angeles cursar Direito. Embora Jennifer e Banner se correspondessem, os dois acabaram perdendo o contato. Depois que Banner começou a trabalhar com o exército, no projeto secreto da Bomba Gama, ele perdeu completamente o contato com sua família por motivos de segurança nacional. Se formando na faculdade de Direito como uma das melhores alunas, Jennifer passou a exercer a profissão em Los Angeles. 
Muito tempo depois de Banner ter se tornado o Hulk, ele visitou Jennifer para restabelecer contato com os amigos de infância, e para confiar a ela o trauma emocional que ele tinha sendo o Hulk. Naqueles dias, Jennifer estava defendendo um criminoso chamado Lou Monkton, um gângster que Nicholas Trask tinha chamado para o assassinar o próprio guarda-costas. Enquanto Jennifer Walters se dirigia com Banner para sua casa em Los Angeles, um dos homens de Trask tentou assassiná-la, ferindo-a seriamente. Como ela estava perdendo sangue rapidamente, Banner improvisou uma transfusão de sangue de emergência, sabendo que ele e a prima compartilhavam do mesmo tipo sanguíneo.
Percebendo que sua prima estava fora de perigo, o cientista desaparece temendo que a tensão do momento o transformasse em Hulk. Os efeitos da transfusão com sangue alterado por raios gama se manifestam em Jennifer quando os homens de Trask, disfarçados de médicos, invadem seu quarto de hospital. Ao reconhecê-los como ameaça, o ódio (e medo) da jovem desencadearam uma transformação em seu corpo, tornando-a numa versão feminina de Hulk, posteriormente denominada Mulher-Hulk.

## Vingadores
Jennifer achava que tinha mais satisfação de viver como a Mulher-Hulk do que na forma humana normal. Mudando-se para Nova Iorque (EUA), foi convidada por Vespa a integrar o grupo de heróis chamado Vingadores. Nessa época ela teve um relacionamento com o vingador Starfox. Posteriormente ela e os Vingadores foram abduzidos na saga Guerras Secretas, onde lutaram contra um grupo de vilões igualmente abduzidos pelo inumano Beyonder.

## Quarteto Fantástico
Ao retornar à Terra, Mulher-Hulk foi convidada a integrar o Quarteto Fantástico, substituindo o Coisa, que permaneceu no planeta do Beyonder aproveitando um pouco a forma humana de Ben Grimm. Em certo ponto, a Mulher-Hulk foi exposta a intensa radiação enquanto fechava uma pilha atômica que estava preste a explodir. A radiação teve um efeito mutagênico, fazendo com que ela não mais revertesse a forma humana. Considerando que Jennifer preferia ser a Mulher-Hulk, ela não ficou triste por não poder mais reverter a forma humana. Enquanto fazia parte do Quarteto Fantástico, Jennifer se encontrou e ficou envolvida com Wyatt Wingfoot. Com o retorno do Coisa, Jennifer deixou o Quarteto Fantástico para então, novamente, se tornar uma Vingadora, antes de voltar a desempenhar suas funções de advogada num escritório distrital em Nova Iorque, onde conheceu e criou laços afetivos com Louise Mason.
Durante este tempo, ela foi usada pelo Dr. Druida e Nebula em uma trama que levou a separação do grupo. Quando os Vingadores voltaram a se reunir, a Mulher-Hulk voltou aos Vingadores, mas desta vez como membro temporário, trabalhando mais como advogada no escritório dela em Nova Iorque. Mais tarde, a Mulher-Hulk lutou ao lado do Quarteto Fantástico e dos Inumanos contra os Sentinelas ativados pelo Massacre. Ela estava entre os heróis que aparentemente sacrificaram as vidas para absorver as energias do Massacre, e foram deslocados para outra realidade, só voltando depois a nossa realidade, junto com os outros heróis. Ela voltou a se unir aos Vingadores, desta vez substituindo o Visão que se recuperava. Com a restauração do Visão, a Mulher-Hulk deixou o grupo mais uma vez.

## Nova série
John Byrne, que fora o artista responsável pela entrada da Mulher Hulk no Quarteto Fantástico, produziu uma série de novas histórias solo da heroína, e também uma Graphic novel. O tom irreverente e diversas passagens de non sense e metalinguagem, com a Mulher Hulk aparentemente sabendo tratar-se de uma personagem de história em quadrinhos, resultou que as mesmas não fossem consideradas na cronologia oficial, sendo tudo tratado como uma "doença" da heroína.

## Poderes e Habilidades
A Mulher-Hulk possui super força, sendo capaz de erguer/destruir centenas de toneladas. Diferente de seu primo Bruce Banner/Hulk, ela consegue manter sua personalidade e intelecto (embora o tenha perdido algumas vezes e tenha se tornado tão selvagem quanto seu primo). Sua pele é capaz de suportar altas temperaturas e receber grandes impactos sem sofrer lesões e lacerações. Além do mais, a fisiologia da Mulher-Hulk é altamente imune às doenças terrestres. Herdou o poder principal de seu primo: quanto mais raiva tem, mais forte fica, muito embora num nível bem menor do que o Hulk.

## Em outras mídias

### Televisão

#### Filmes e séries
Depois que os dois projetos de televisão não se concretizaram, um filme live-action foi planejado no início de 1990, com Larry Cohen como roteirista e diretor. Dez meses depois, Brigitte Nielsen foi anunciada como pronta para interpretar o papel no filme de Cohen. Ela posou para fotos vestida como Mulher-Hulk e seu alter ego Jennifer Walters, mas o filme nunca foi concluído.

##### Universo Cinematográfico Marvel
Em 10 de novembro de 2019, o presidente da Marvel Studios, Kevin Feige disse que há planos para apresentar a Mulher-Hulk em futuros filmes do MCU após sua introdução na sua própria série de televisão. A série foi anunciada em agosto de 2019, com a atriz Tatiana Maslany interpretando Jennifer Walters. Fazendo parte da Fase Quatro do UCM, She-Hulk: Attorney at Law foi lançada no dia 18 de agosto de 2022 no Disney+.

#### Desenhos animados
- Teve participação em O Incrível Hulk de 1982.
- Sua segunda investida na animação televisiva foi em O Incrível Hulk de 1996, na qual foi elevada a co-estrela na segunda temporada.
- Assim como nos quadrinhos, se uniu ao Quarteto Fantástico em um episódio de Quarteto Fantástico: Os Maiores Heróis da Terra, de 2006.
- Mulher-Hulk aparece em um episódio de The Super Hero Squad Show
- É uma das personagens principais em Hulk and the Agents of S.M.A.S.H., e a versão desse programa também aparece em Ultimate Spider-Man.

### Jogos eletrônicos
- Mulher-Hulk é um personagem jogável no jogo no luta Marvel vs Capcom 3: Fate of Two Worlds.
- É uma das personagens disponíveis no jogo de PlayStation Fantastic Four.
- Mulher-Hulk está entre os personagens jogáveis de Lego Marvel's Avengers, Marvel Future Fight, Marvel Contest of Champions, Marvel Puzzle Quest, Marvel Avengers Academy e Lego Marvel Super Heroes 2.
- É uma das skins do passe de batalha do Fortnite Capítulo 2 temporada 4